# Shed (architecture)

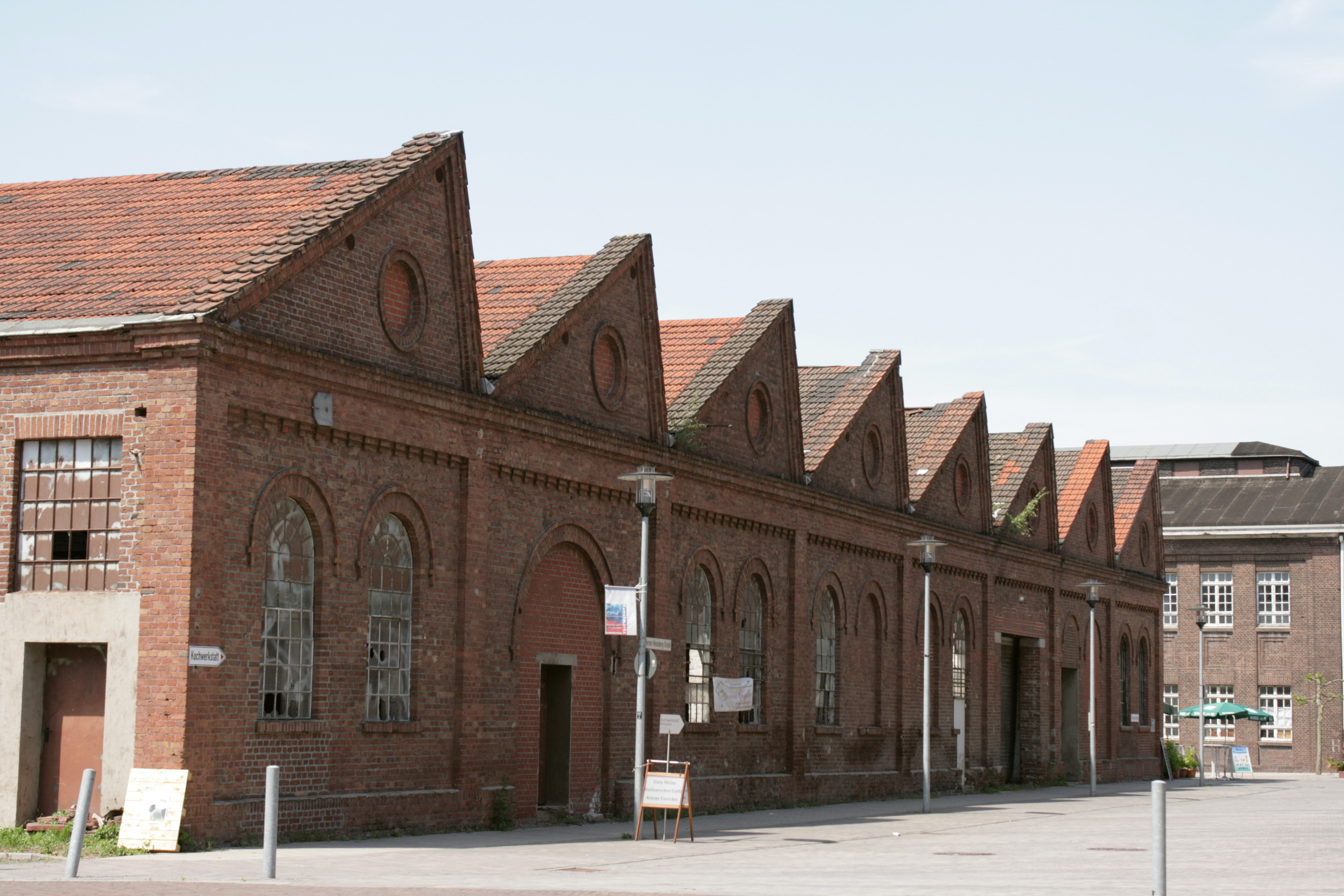
Toiture à sheds à Herten (Allemagne).

Un shed (XIXe siècle, anglicisme), en français toiture à redans partiels, est une toiture en dents de scie d'atelier  industriel, formée d’une succession de toits à deux versants de pente différente, le plus court étant généralement vitré.

## Origines
« Shed » est l'abréviation française de l'anglais shed roof, toit de hangar. Selon le Dictionnaire technique général anglais-français de Gérald Belle-Isle, le mot anglais shed désigne, selon le cas, un hangar, une remise, un appentis, une cloche  (d'isolateur), une garage (pour automobiles). Ce lexicographe donne comme collocations : building shed (atelier de construction (dans le Bâtiment), circular shed (rotonde pour locomotives), coal shed (hangar à charbon), freight shed (gare aux marchandises), lean-to shed (appentis), storage shed (magasin, remise), tool shed (resserre [à outils]), truck shed (hangar à camions).
Le terme « shed » vient de l'industrie textile anglaise, où il désignait la « foule », c'est-à-dire l'ouverture absolue de la chaine d'un métier à tisser lors du passage de la navette (la nappe de fils de chaîne soulevés présente alors deux pentes, comme celles d’un toit)[réf. nécessaire]
L'apparition du shed est directement liée à la révolution industrielle du XIXe siècle. Le besoin de grandes surfaces éclairées pour les ateliers à une époque où l'éclairage électrique est encore rare, amène les architectes à cette solution.

### Réhabilitation
Au milieu du XXe siècle, Jean Prouvé réactualise le concept et le traduit, lors de la reconstruction à neuf de l'imprimerie Mame à Tours (France), en employant un procédé de préfabrication de structure en aluminium.
Au XXIe siècle, les architectes chargés de reconvertir des friches industrielles conservent ces toitures pour apporter de la lumière tout en limitant la chaleur. Le procédé est à nouveau utilisé dans de nouveaux projets architecturaux afin de réaliser des économies d'énergie : en plus de la lumière naturelle, cette toiture permet d'installer des panneaux solaires sur les versants orientés au sud. Le toit en shed est alors utilisé dans des projets écoconçus.

## Utilité
Le shed permet d'amener la lumière au cœur des ateliers et usines. On oriente généralement le vitrage vers le nord, car la lumière du nord (dans l’hémisphère nord) est constante, ce qui permet d'éviter la surchauffe due au soleil direct ainsi que l'éblouissement des travailleurs. La pente du versant vitré peut aller jusqu’à la verticale. L’appellation anglaise est explicite : northlight roof (« toit à lumière du nord »), ou, dans l’hémisphère sud, southlight roof. On dit encore sawtooth roof (« toit en dents de scie »).
Une autre fonction des sheds est liée au mode d'entraînement des machines-outils dans les usines : lors de la première révolution industrielle, l'énergie est fournie par la machine à vapeur, chauffée au charbon. Cette machine, puissante et solide mais aussi onéreuse et encombrante (en plus d'être salissante), est installée à une extrémité du bâtiment et fournit seule la force motrice à toute l'usine (cf. infra la cheminée sur le pictogramme). Pour transmettre cette force aux différentes machines dans les ateliers, la machine motrice entraîne, via des courroies plates textile-caoutchouc ou cuir et caoutchouc, une série de poulies et d'arbres transversaux installés au niveau du chaînage des murs, juste sous la toiture.
De ces arbres disposés dans la largeur du bâtiment, la force motrice est transmise, par d'autres poulies et courroies verticales, vers les machines et les postes de travail.
Ces courroies constituaient des sources d'accidents du travail, pouvant happer une main, un vêtement, voire la chevelure d'une ouvrière, lorsque durant la Première Guerre mondiale les femmes remplaçaient les hommes mobilisés dans les usines. Indirectement, la coupe féminine « à la garçonne » est une conséquence de cette technologie.

Symbole graphique de l'usine.

Avec la généralisation de l'électricité et des machines-outils ayant leur propre moteur incorporé, permettant une plus grande souplesse de disposition, le problème architectural changea et les architectes du Bauhaus comme Behrens et Gropius purent proposer des architectures différentes pour les usines construites à partir des années 1910.
Des lanterneaux, sortes de serres vitrées permettant l'aération, peuvent surmonter les sheds. Avec l'utilisation du béton armé, les formes se diversifient avec des courbes et des arrondis.
En France, les sheds de l'usine métallurgique de l'Alliance, datant de 1860, à Pont-Salomon en Haute-Loire, sont considérés comme faisant partie des plus anciens, mais des ateliers textiles avaient déjà été couverts de cette façon au début du XIXe siècle en Alsace. À Paris, on retrouve des sheds rue Bourseul, derrière le musée Mendjisky, avec une partie vitrée orientée nord-est.
Un bâtiment à sheds, associé à une cheminée d’usine, constitue l'image-type de l'usine et de l'industrie.